# Dan Rudolfa Maistra
Dan Rudolfa Maistra je slovenski državni praznik, ki se ga praznuje 23. novembra. Na ta dan je Rudolf Maister leta 1918 s svojo vojsko razorožil nemško varnostno stražo in jo razpustil, s tem dogodkom pa je k Sloveniji priključil večji del slovenskega narodnostnega in govornega območja Štajerske in Koroške.
Kot državni praznik se v Sloveniji praznuje od leta 2005. Dan v Sloveniji ni dela prost.